# Villaseca de Uceda
Villaseca de Uceda ist ein zentralspanischer Ort und eine Gemeinde (municipio) mit 57 Einwohnern (Stand: 2024) in der Provinz Guadalajara in der Autonomen Gemeinschaft Kastilien-La Mancha. 

## Geografie
Villaseca de Uceda befindet sich etwa 25 Kilometer nordnordwestlich von Guadalajara und etwa 50 Kilometer nordnordöstlich von Madrid in einer Höhe von ca. 915 m. 

## Bevölkerungsentwicklung
| Bevölkerung | Bevölkerung | Bevölkerung | Bevölkerung | Bevölkerung | Bevölkerung |
| 1970        | 1981        | 1991        | 2001        | 2011        | 2021        |
| ----------- | ----------- | ----------- | ----------- | ----------- | ----------- |
| 84          | 76          | 65          | 70          | 53          | 40          |

## Sehenswürdigkeiten

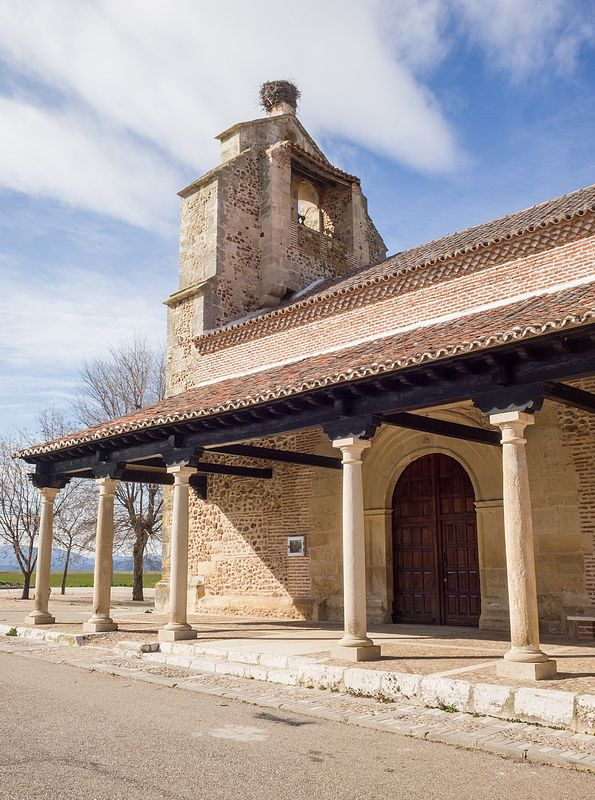
Michaeliskirche

- Michaeliskirche